# The Best of DJ Krmak (албум)
The Best of DJ Krmak је компилацијски албум DJ Krmka. Издат је 2009. године за издавачке куће Vujin Records и VIP Production. Песме Заспала је Црна Гора, Рецесија и Коцкари преваранти су нове, док су остале већ објављене песме на албумима Мексиканац и Ванземљаци.

## Списак песама
| №   | Назив                        | Трајање |  |
| 1.  | Заспала је Црна Гора         | 4:36    |  |
| 2.  | Рецесија                     | 2:53    |  |
| 3.  | Коцкари преваранти           | 4:00    |  |
| 4.  | Цело село шмрче бело         | 3:47    |  |
| 5.  | Армани                       | 3:38    |  |
| 6.  | Пуче гума                    | 3:20    |  |
| 7.  | Еј да сам женско             | 4:21    |  |
| 8.  | Кад у Босну                  | 5:04    |  |
| 9.  | Мексиканац                   | 3:45    |  |
| 10. | Лезбос                       | 4:22    |  |
| 11. | Златна рибица                | 4:04    |  |
| 12. | Моја драга вијагра           | 4:09    |  |
| 13. | Одиграо сам кеца на Јувентус | 4:34    |  |
| 14. | Папагај 2                    | 3:30    |  |
| 15. | Свиђам се и момку твом       | 2:44    |  |
| 16. | Самокритична                 | 3:45    |  |
| 17. | Први пут ја због жене плачем | 2:57    |  |
| 18. | Ванземљаци                   | 4:40    |  |